# Cristina Tembe
Cristina Jeremias Tembe (falecida em 24 de junho de 2017) foi uma ativista e política da independência moçambicana. Em 1977, ela fez parte do primeiro grupo de mulheres eleitas para a Assembleia do Povo.

## Biografia
Durante a sua juventude, Tembe esteve envolvida com a Igreja Presbiteriana de Moçambique. Uma estudante ativista, juntou-se à FRELIMO e em 1964 fez parte de um grupo que tentou ir para o exílio na Tanzânia para evitar a PIDE. No entanto, ela foi detida durante uma viagem pela Rodésia e deportada de volta para Moçambique, onde foi detida pela PIDE. Ela tornou-se membro do comité central do partido.
Após a independência em 1975, ela foi candidata da FRELIMO nas eleições parlamentares de 1977, e foi uma do primeiro grupo de 27 mulheres eleitas para a Assembleia do Povo. Reeleita em 1986, também serviu no secretariado do partido em Maputo, e como secretária da secção de Maputo da Organização das Mulheres Moçambicanas. Em 1992, ela foi fundadora do SPI, o braço financeiro não oficial da FRELIMO.
Ela morreu em junho de 2017.